# Посадські люди
Поса́дські лю́ди — назва особливого суспільного стану,
торгово-ремісниче населення міст і частини поселень міського типу (посадів, слобід) у Російській імперії 15—18 століть.
Термін посадські люди походить від слова посад — назви торгово-ремічничої частини у північно-руських містах доби Київської Русі, і вперше згадується в письмових джерелах 15 століття.
Посадські люди об'єднувалися в громади з земськими старостами на чолі, які відповідали за своєчасну сплату податків і виконання різного роду повинностей членами громади на користь держави.
В 2-й половині 16 століття зі складу посадських людей виділилася в станову групу багата купецька верхівка, так звані гості.
За «Жалуваною грамотою містам» 1785 року, посадськими людьми почали називати лише міську бідноту, яка згодом злилася з міщанами.
В Україні стан посадські люди був лише на Слобожанщині, де в період 2-а половина 17 століття — 18 століття вони складали значну частину міського населення.